# سرواندو سانچز
سرواندو سانچز (انگلیسی: Servando Sánchez؛ زادهٔ ۲ ژوئن ۱۹۸۴) بازیکن فوتبال اهل اسپانیا است.
از باشگاه‌هایی که در آن بازی کرده‌است می‌توان به باشگاه فوتبال کادیس و باشگاه فوتبال رئال اویدو اشاره کرد.